# Атяшевское сельское поселение (Атяшевский район)
Атя́шевское се́льское поселе́ние — муниципальное образование в Атяшевском районе Мордовии Российской Федерации.
Административный центр — село Атяшево.

## История
Статус и границы сельского поселения установлены Законом Республики Мордовия от 28 декабря 2004 года № 116-З «Об установлении границ муниципальных образований Атяшевского муниципального района, Атяшевского муниципального района и наделении их статусом сельского поселения, городского поселения и муниципального района».
Законом от 17 мая 2018 года N 35-З Капасовское сельское поселение и сельсовет были упразднены, а входившие в их состав населённые пункты (село Капасово и посёлок Пашино) были включены в состав Атяшевского сельского поселения и сельсовета с административным центром в селе Атяшево.
В 2019 году в Атяшевское сельское поселение были включены все населённых пункты двух упразднённых сельских поселений (сельсоветов): Селищинского и Ушаковского.

## Население
| 2002  | 2010  | 2012  | 2013  | 2014  | 2015  | 2016  |
| ----- | ----- | ----- | ----- | ----- | ----- | ----- |
| 2505  | ↘2332 | ↘2272 | ↘2233 | ↘2189 | ↘2131 | ↘2083 |
| 2017  | 2018  | 2019  | 2020  | 2021  |       |       |
| ↘2023 | ↘1980 | ↗2156 | ↗2840 | ↗3296 |       |       |

## Состав сельского поселения
| №  | Населённый пункт | Тип              | Население |
| -- | ---------------- | ---------------- | --------- |
| 1  | Атяшево          | село             | ↘1490     |
| 2  | Батушево         | село             | ↘842      |
| 3  | Капасово         | село             | ↘385      |
| 4  | Пашино           | посёлок          | ↘0        |
| 5  | Бобоедово        | посёлок разъезда | ↘2        |
| 6  | Макалейка        | деревня          | ↘10       |
| 7  | Ребровка         | деревня          | ↘0        |
| 8  | Сосуновка        | село             | ↘241      |
| 9  | Ушаковка         | село             | ↘216      |
| 10 | Чамзинка         | деревня          | ↘25       |
| 11 | Алашеевка        | село             | ↘273      |
| 12 | Орловка          | деревня          | ↘1        |
| 13 | Селищи           | село             | ↘309      |